# 叡山電鉄900系電車
叡山電鉄900系電車（えいざんでんてつ900けいでんしゃ）は、1997年（平成9年）と1998年（平成10年）にそれぞれ2両1編成、合計4両が武庫川車両工業で製造された叡山電鉄の電車である。
なお、本稿では叡山本線上で南側を「出町柳寄り」、北側を「鞍馬寄り」と記述する。

## 概要

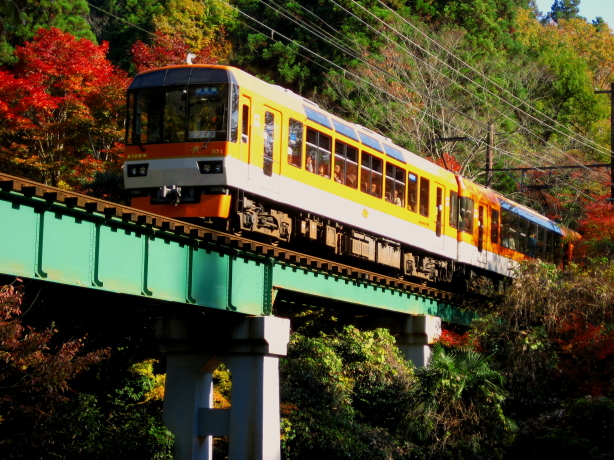
「紅葉を観るための電車」が900系のコンセプト
「紅葉のトンネル」を通過した「きらら」

1997年（平成9年）6月に予定された京都市営地下鉄烏丸線の国際会館駅延伸により、通勤および通学定期券客が大量に烏丸線に移行することが予想される中、対策として沿線外から鞍馬、貴船などの沿線観光地に観光客を呼び込む電車として構想された。
「紅葉を観るために乗りに来ていただく車両」をコンセプトに外観、内装を近畿車輛デザイン室が取りまとめ、武庫川車両工業が製造を担当している。数種の外観デザイン案を検討ののち、眺望を重視し、平面ガラスを多用したデザインが採用された。2編成で外観塗装色が異なり、901 - 902号車の編成は上半分メイプルレッド、903 - 904号車の編成は上半分メイプルオレンジ、両者下部はベージュで塗り分け部分にゴールドの帯が巻かれた。鉄道に詳しくない観光客にも親しまれるよう、ガラスを多用した車体が水晶のようにきらめくことなどから「きらら」の愛称がつけられた。鉄道による旅の楽しさを追求した車両であることなどが評価され、1998年度の鉄道友の会「ローレル賞」を受賞している。
通常は叡山本線宝ケ池駅以北には乗り入れず、鞍馬線系統の出町柳駅 - 鞍馬駅間で運用されているが、行楽シーズンの臨時列車などとして叡山本線八瀬比叡山口駅に乗り入れることもある。

## デザインコンセプト

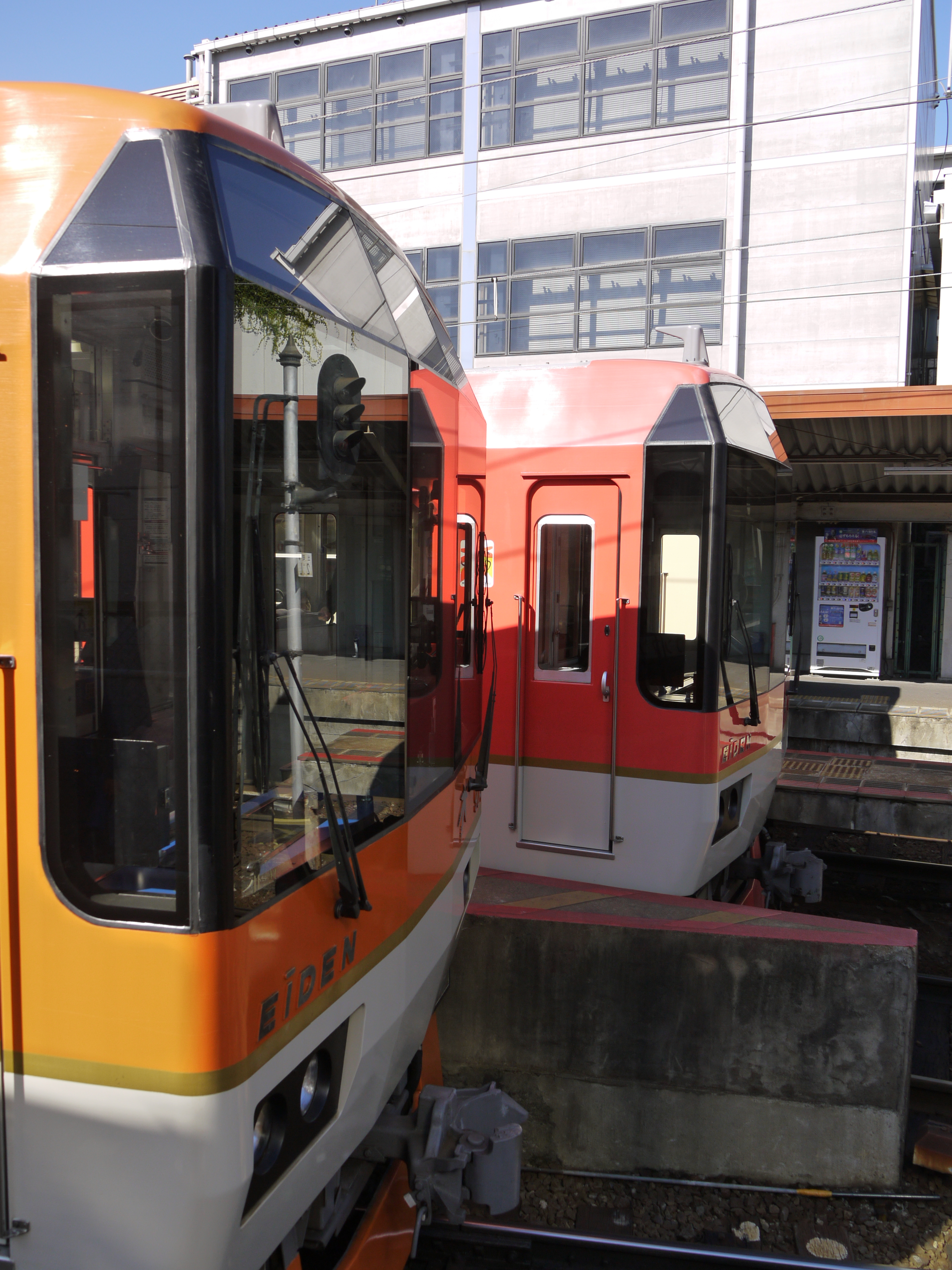
水晶のようにきらめく車体が「きらら」の愛称の由来のひとつ

900系電車のデザインは叡山電鉄が策定した以下のコンセプトに基づき、近畿車輛デザイン室が取りまとめている。

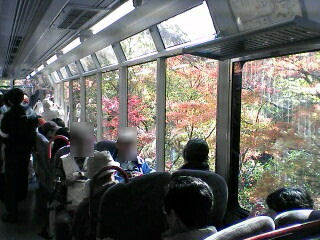
「紅葉のトンネル」を通過する900系の車内

このデザインコンセプトと、「デザインは目的をクリアにし、それにできるだけ集中させることで完成度が高まる」（南井健治、『鉄道ファン』通巻440号p48）思想のもとに「紅葉を観るために乗りに来ていただく車両」として、眺望を重視し、乗ること自体が目的となる電車、もう一度乗りたくなる電車として内外装のデザインが作り込まれた。デザイン案には当時流行していたレトロ風なども含まれたが、長く愛される電車とするために、どこかで見たようなものではなく、まねをされるような展望電車としての独自性が追求された。各種デザイン案の中から、平面ガラスを多用し、車体の上半分のほとんどがガラスで構成されるデザインが採用され、ガラスの面積を大きくするため、ボンディングと呼ばれる工法が用いられた。塗装色は沿線の景色に映える色よりも、電車に乗り込むときに乗客の気分を盛り上げるような色として、モミジを連想させる色が採用されている。
内装は女性の小グループ、子供を連れた家族連れをメインターゲットとし、座席指定車ではないため、座っても立っていても出町柳 - 鞍馬間30分程度の乗車時間で濃密な乗車体験が得られるよう座席、車内レイアウトに工夫がこらされた。鉄道に詳しくない観光客にも親しまれる様、水晶のようにきらめくガラスを多用した車体、紅葉のこもれびのきらめき、沿線にある雲母坂（きららざか）を併せ、京都らしい柔らかさを表現するひらがな表記できららの愛称がつけられた。

## 外観
| 車体中央部に取り付けられた「KIRARA」ロゴマーク叡山電鉄伝統の楕円形の車号板を模したもの  |  | モミジの葉の形をしたステンレス板前照灯（外側）、フォグランプ（内側）とLED光源の尾灯  |
| 車体中央部に取り付けられた「KIRARA」ロゴマーク 叡山電鉄伝統の楕円形の車号板を模したもの |  | モミジの葉の形をしたステンレス板 前照灯（外側）、フォグランプ（内側）とLED光源の尾灯 |

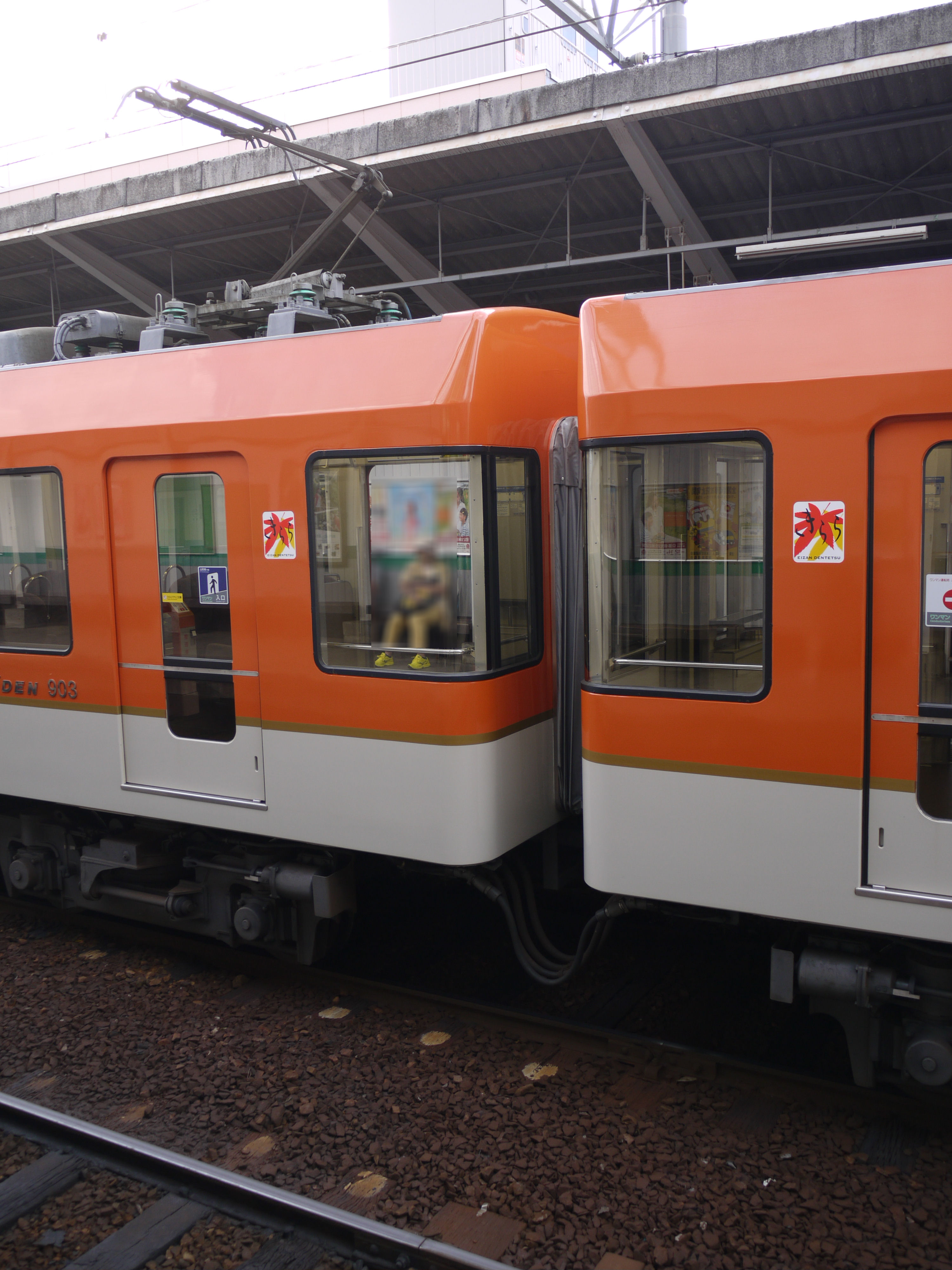
後部展望スペースと位置付けられた連結部の窓
扉の窓は下側に拡大されたものとなっている

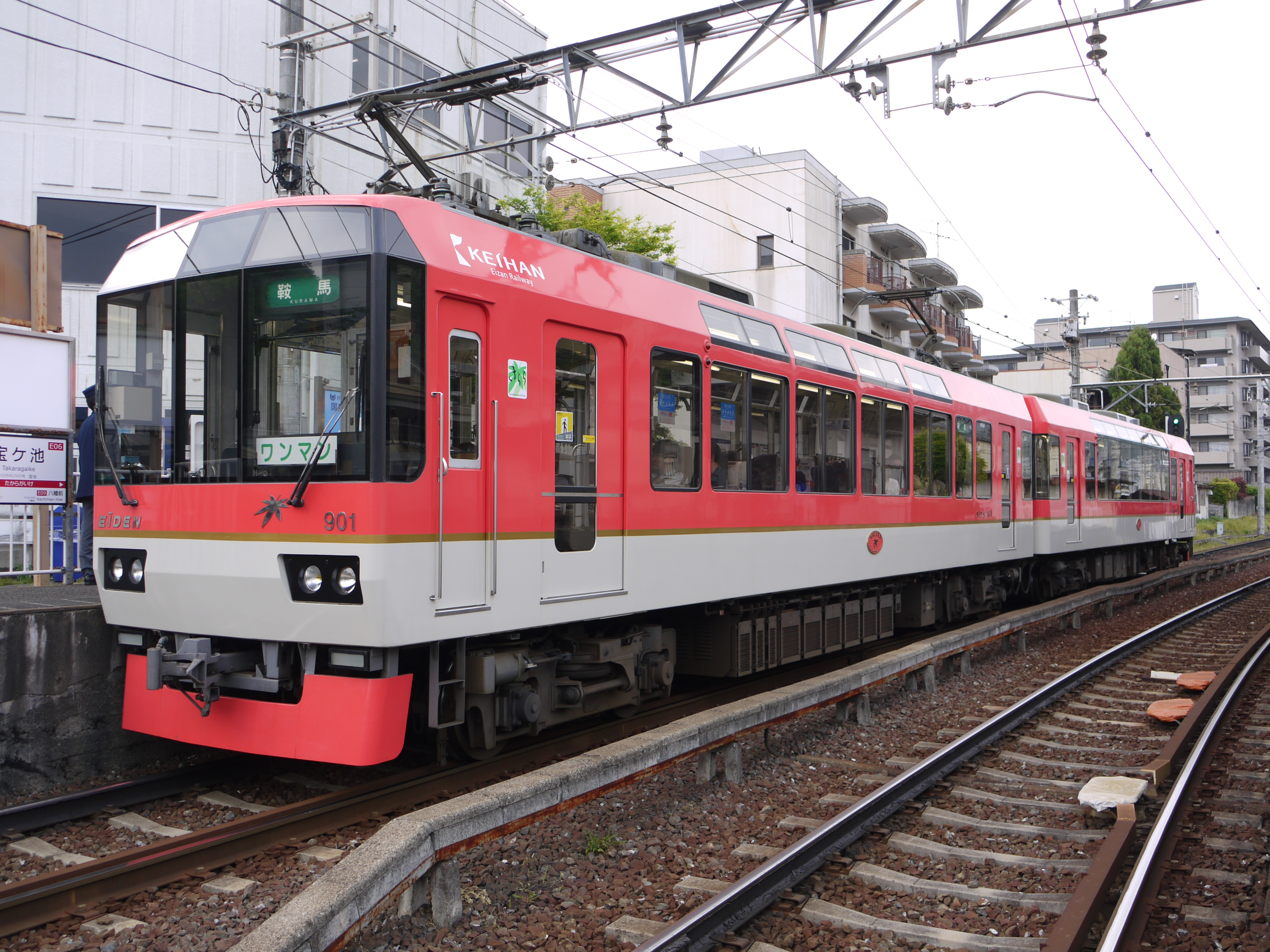
車体は左右非対称、前後の車両でほぼ同一構造の車体を反転させて背中合わせに連結している。

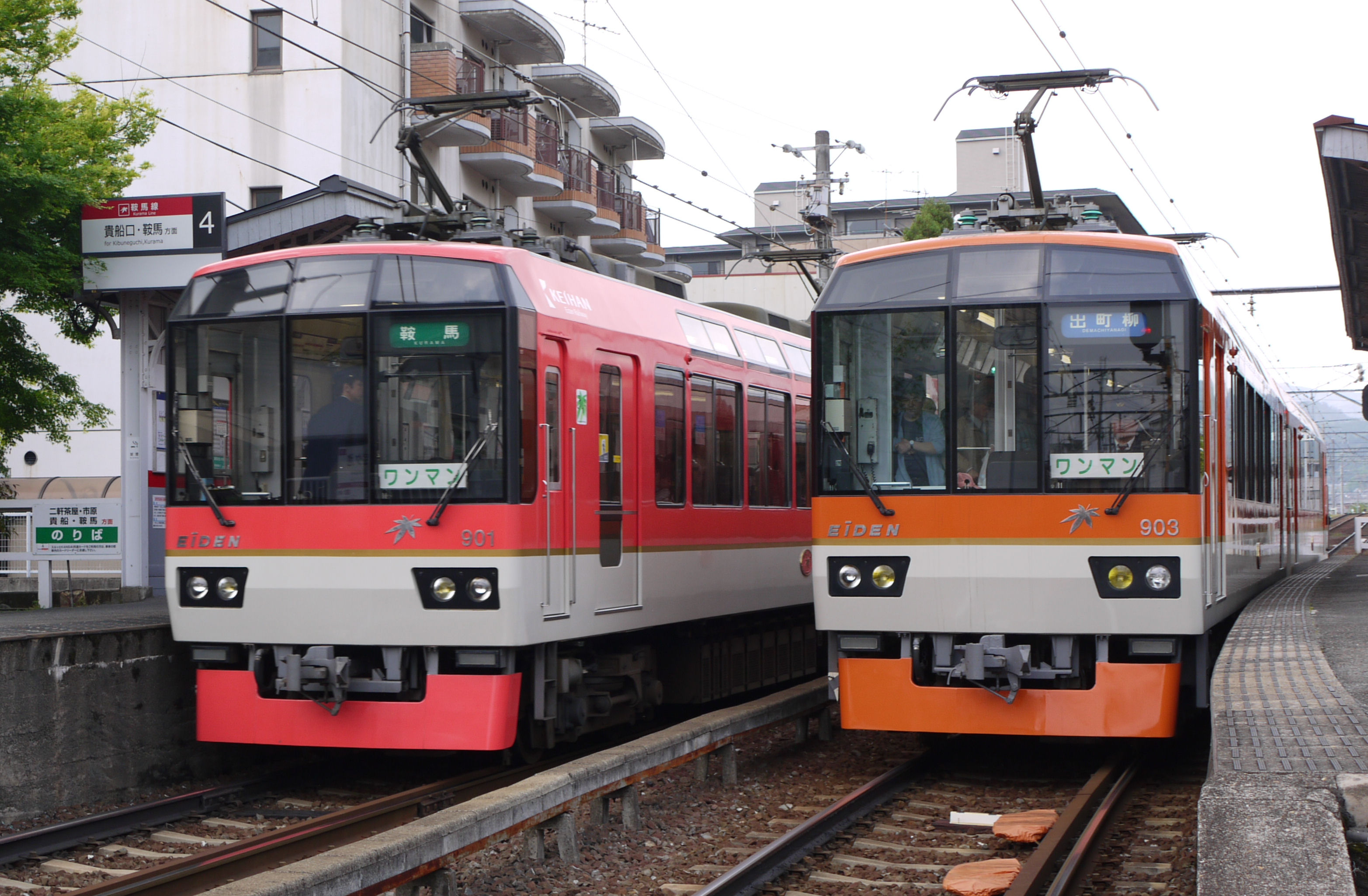
2編成で異なる塗装色が採用された
メイプルレッド（左）とメイプルオレンジ（右）

車体は普通鋼製溶接構造とされた。客室内からの眺望を重視するとともに、ガラス張りの電車であることをアピールするため正面には運転台上部までガラスが貼られた。正面窓内に電動式の行先方向幕が備えられ、窓下に一体のケースに入った前照灯とフォグランプが設置された。正面下部には叡山電鉄で初めてスカートが取り付けられ、スカートと車体の間にLED光源の尾灯が取り付けられた。運転台部分は運転士保護のため6 mm厚の鋼板が使用された。
車体側面は左右で異なる構成とされ、2両の車体はほぼ同一のものを反転させて背中合わせに連結した。窓に向いた座席が設けられた進行方向右側は窓柱を極力細くした連続窓に見える固定窓とされ、運転台向きに固定された1人掛け座席が並ぶ左側は2枚ごとに1枚に見えるよう処理された一枚下降式となった。どちらの側面も屋根肩部に電動式カーテン付きの天窓が設けられた。客用扉は車椅子での乗降を考慮した幅1,050 mmの片開き片側2扉となり、鉄橋や渓谷などを通過する際にスリルが楽しめるよう扉下部にも窓を設置した。車端部は妻面に回り込む曲面ガラスで構成され、後部展望室としての機能を果たしている。
塗装色は沿線の風景に溶け込むものよりも、電車に乗り込むときに乗客の気持ちを盛り上げるものが採用され、紅葉をモチーフとしたものとされた。2編成で外観塗装色が異なり、901 -  902号車の編成は上半分紅葉の盛りをイメージしたメイプルレッド、903 - 904号車の編成は上半分紅葉の初期をイメージしたメイプルオレンジ、両者下部はベージュで塗り分け部分にゴールドの帯が巻かれた。
側面中央腰板部に叡山電鉄伝統の車両番号板を模した楕円形の「きらら」ロゴ銘板が取り付けられ、ドア横にはロゴを配したステッカーが、正面窓下にはモミジの葉の形をしたステンレス板が貼られている。

## 内装
室内床面は濃いワインレッド、壁と天井は明るいグレーとされたが、ぎらついて眺望を損なわない様つやが抑えられた。着席しても立っていても眺望が楽しめるよう、運転台後部仕切り壁の窓は極力拡大された。座席も外観同様独自性が追求され、 自動車用の知見を盛り込んだ上で数回の試作を経て、ゆるいS字型の背もたれをもち、背もたれ上部も半円形に仕上げられた形状が採用された。座席表布は木の枝をモチーフとした紫系のジャガード織が採用された。通勤通学輸送への考慮と、車内のアクセントとなることを目的に赤色の大型の手すりが背もたれに取り付けられた。座席のレイアウトは進行方向向かって左側が1列、右側が2列を基本構成とし、1列のものはすべて運転台向き、2列のものは2組のボックスシート、8席の窓向きの座席、2席の運転台向きの座席が配置された。
運転台と反対側の客用扉から連結面側には座席は設けられず、チャットスペースと呼ばれる窓下部に人造大理石のテーブルが設けられた、車椅子スペースを兼ねた立ち席スペースとなっている。
運転室は非貫通全室式とされ、従来車より150 mm前後寸法が拡大されたが、基本レイアウトは従来車に準じている。乗務員扉も従来車同様引き戸である。前面窓は熱線吸収ガラスとされた。
|  |  |  |  |
|  |  |  |  |

## 主要機器

### 走行機器
奇数番号車に2両分8個の主電動機を制御する東洋電機製造（以下、東洋）製発電抑速ブレーキ付電動カム軸式ACDF-M353-777G主制御器が、各車に東洋製TDK-8565-B主電動機（出力53 kW、端子電圧150 V、定格電流410 A、回転数1,280 rpm）が搭載された。主電動機は京阪600形が昇圧時まで使用していた複巻式TDK-8565-Aを直巻式に巻きなおしたものである。制動装置は800系電車と同様ナブコ製の電気指令式ブレーキ(HRD-1)が採用された。
台車は緩衝ゴム式軸支持の近畿車輛製KD-232を採用、叡山電鉄初のシングルアーム式東洋製PT7124-Aパンタグラフが奇数番号車に2個装備されている。
空気圧縮機は800系と同じ京阪から購入した容量1590 リットル/分のHB-1500Bが偶数車床下に搭載された。

### 冷房装置など
冷房装置は700系、800系と同一で、容量15.1 kW(13,000 kcal/h)の東芝製RPU3044 2基が車体中央の屋根上に、補助電源装置は容量44 kVAの静止形インバータが偶数番号車の床下に搭載されている。補助電源装置は京阪600形の昇圧で不要となったものを改造して使用した。
|  |  |
|  |  |

## 形式構成
900系は全車が制御電動車デオ900形である。「デ」は電動車を、「オ」は大型車を指す略号であり、形式名の前のカタカナ2文字はこれらを組み合わせたものである。
|          | ← 出町柳鞍馬 → \|style="border-bottom:solid 3px gray;" rowspan="3"\|竣工時期 |            |            |
| 形式     | デオ900                                                                      | デオ900    |            |
| 車種     | 制御電動車                                                                   | 制御電動車 |            |
| 車両番号 | 901                                                                          | 902        | 1997年10月 |
| 車両番号 | 903                                                                          | 904        | 1998年9月  |
| 搭載機器 | CON,PT2                                                                      | CP,SIV     |            |
| 自重     | 30.4t                                                                        | 30.4t      |            |
| 定員     | 86                                                                           | 86         |            |

- 凡例
  - CON …主制御器
  - SIV …静止形インバータ
  - CP …電動空気圧縮機
  - PT2 …集電装置（2台）

## 歴史
1997年（平成9年）6月に京都市営地下鉄烏丸線が国際会館駅まで延伸され、通勤、通学定期券客が大量に烏丸線に移行することが予想される中、沿線外から鞍馬、貴船などの沿線観光地に観光客を呼び込む電車として900系が構想されている。
901 - 902号車の編成は1997年（平成9年）10月4日に竣工し、同日に出町柳駅で鞍馬寺管長などが出席して出発式が行われている。代替としてデオ600形605・606が廃車された。903 - 904号車の編成は1998年（平成10年）9月20日に竣工、デオ600形601・602が代替として廃車された。鉄道による旅の楽しさや快適性を追求した車両であることなどが評価され、1998年度の鉄道友の会ローレル賞を受賞している。
当初はデオ600形全車を置き換えの為、全3編成を製造する予定だったが、建造費が掛かった事と、鞍馬の火祭りによる輸送力不足への懸念から2編成の製造で終了となり、デオ603・604の代替車両は製造されなかった。
一部の区間運転列車を除き、出町柳 - 鞍馬間で運用されているが、水曜日、木曜日は定期検査のため1編成しか運用されず、紅葉シーズンの最繁忙期を含み、平日、休日とも20時前後までには2編成とも入庫する。観光シーズンの臨時列車などとして叡山本線八瀬比叡山口駅に乗り入れることや、出版社との共同企画でヘッドマークなどの装飾を施して運転することもある。
登場時にマスコミなどで多く取り上げられ、運転時間の問い合わせが多かったことなどから、叡山電鉄は900系の運転時刻を公開している。紅葉シーズンに二軒茶屋 - 二ノ瀬間の「もみじのトンネル」を通過する際は徐行運転が行われるが、歓声や拍手が起こることもある。
毎年10月22日に行われる鞍馬の火祭の際は「きらら」に乗客が集中することを防ぐため夕方以降の運転時刻が公開されない。「きらら」登場当初は輸送力が不足する懸念から900系は火祭輸送には用いられず、700系2両連結が代わりに出町柳 - 鞍馬間の列車に投入されていた。
2004年（平成16年）1月から900系を含む鞍馬線の2両運転の列車は原則としてワンマン運転となった。2016年（平成28年）3月16日から叡山電鉄でICカード式乗車券の利用が可能となったことにあわせ、運賃収受器と運賃表示器が対応したものに変更されるとともに、整理券発行機が撤去されている。
2016年（平成28年）10月から定期検査の都度座席表布の柄が変更されている。
2019年（平成31年）3月21日から2020年（令和2年）12月までの予定で、901 - 902号車の編成を紅葉シーズンに加え、新緑シーズンの魅力をアピールするため、新緑をイメージした塗装に変更した「青もみじきらら」として運転している。
|  |  |  |  |
|  |  |  |  |